# 月山第一トンネル
月山第一トンネル（がっさんだいいちトンネル）は、山形県西村山郡西川町と鶴岡市を結ぶ国道112号月山道路のトンネル。月山第二トンネルについても本項で詳述する。

## 概要
月山道路の起点から数え4つ目のトンネルで、村山地方と庄内地方の境を通る。
1976年（昭和51年）完成、全長2620m。トンネルの入り口には湯殿山の登山口も存在する。
2012年（平成24年）12月2日に発生した笹子トンネル天井板落下事故を受けて、笹子トンネルと同じく天井板を設置している月山第一トンネルと後述の月山第二トンネルの緊急点検を実施した。2013年（平成25年）10月15日から2013年（平成25年）12月20日の間で実施されていた。期間中の午後9時〜翌朝の午前6時の夜間に行われ、夜間全面通行止めとなった。通行止めとなった区間は月山道路の西川町月山沢〜鶴岡市田麦俣間の延長約18km。国土交通省では山形県庄内地域と山形県内陸地域の迂回路として、国道47号＋国道13号、国道7号＋国道113号＋国道13号等を組み合わせて利用することを呼びかけていた。

## 月山第二トンネル
山形県鶴岡市にある。月山道路起点から数えて6つ目のトンネルで、月山道路内では最後のトンネルである。
1975年（昭和50年）完成で、第一トンネルより早く完成した。全長1530m。

## 隣
（山形方面） 志津トンネル - 月山第一トンネル - 湯殿山トンネル - 月山第二トンネル - 朝日トンネル （酒田方面）